# Marie Davidsen
Marie Skurtveit Davidsen (* 20. August 1993 in Bergen, Norwegen) ist eine norwegische Handballspielerin, die beim norwegischen Erstligisten Fana IL unter Vertrag steht.

## Karriere
Marie Davidsen begann das Handballspielen bei Nordre Holsnøy IL. Später lief sie für Salhus, Bjørnar und Viking TIF auf. Im Jahr 2012 wechselte die Torhüterin zum norwegischen Erstligisten Tertnes IL. Mit Tertnes nahm sie – bis auf die Saison 2018/19 – in jeder Saison an einem europäischen Pokalwettbewerb teil. Weiterhin gewann sie 2012 mit der U20-Mannschaft von Tertnes die Norgesmesterskap. Im Sommer 2019 schloss sie sich dem deutschen Bundesligisten Thüringer HC an. Ab der Saison 2021/22 stand sie beim rumänischen Erstligisten CSM Bukarest unter Vertrag. Mit Bukarest gewann sie 2023 und 2024 die rumänische Meisterschaft sowie 2022, 2023 und 2024 den rumänischen Pokal. Im Sommer 2024 wechselte sie zum norwegischen Erstligisten Molde HK. Seit der Saison 2025/26 steht sie beim Ligakonkurrenten Fana IL unter Vertrag.
Davidsen absolvierte am 7. und 8. Oktober 2016 zwei Partien für die norwegische B-Nationalmannschaft. Knapp drei Jahre später stand Davidsen erneut zwischen den Pfosten der B-Nationalmannschaft, für die sie bislang neun Spiele bestritt. Am 2. März 2022 gab sie ihr Länderspieldebüt für die norwegische A-Nationalmannschaft gegen Montenegro. Davidsen errang bei der Weltmeisterschaft 2023 die Silbermedaille.